# Globe Színház

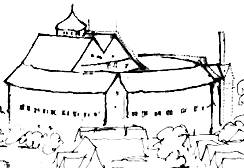
Václav Hollar 1638-ból származó Long View of Southwark című ábrázolásán

A 16. század végén Londonban épült Globe Színház William Shakespeare nevéhez kötődik. 1599-ben építette a drámaíró színésztársulatával, a Lordkamarás Embereivel közösen, de az épület néhány évvel később, 1613. június 29-én a lángok martalékává vált
A korabeli színházak közül a Globe volt a leghíresebb, Shakespeare és társulatának népszerűsége miatt. Az első Shakespeare-darab, amit előadtak, a Julius Caesar volt.. A színház 1613-as leégésekor rengeteg dokumentum is elveszett. Egy évvel később a Burbage testvérek építették újjá, majd egészen 1642-ig nyitva állt, amikor az új puritán angol kormány az összes szórakozóhelyet bezáratta. A Globe üresen állt, majd 1644-ben lebontották.

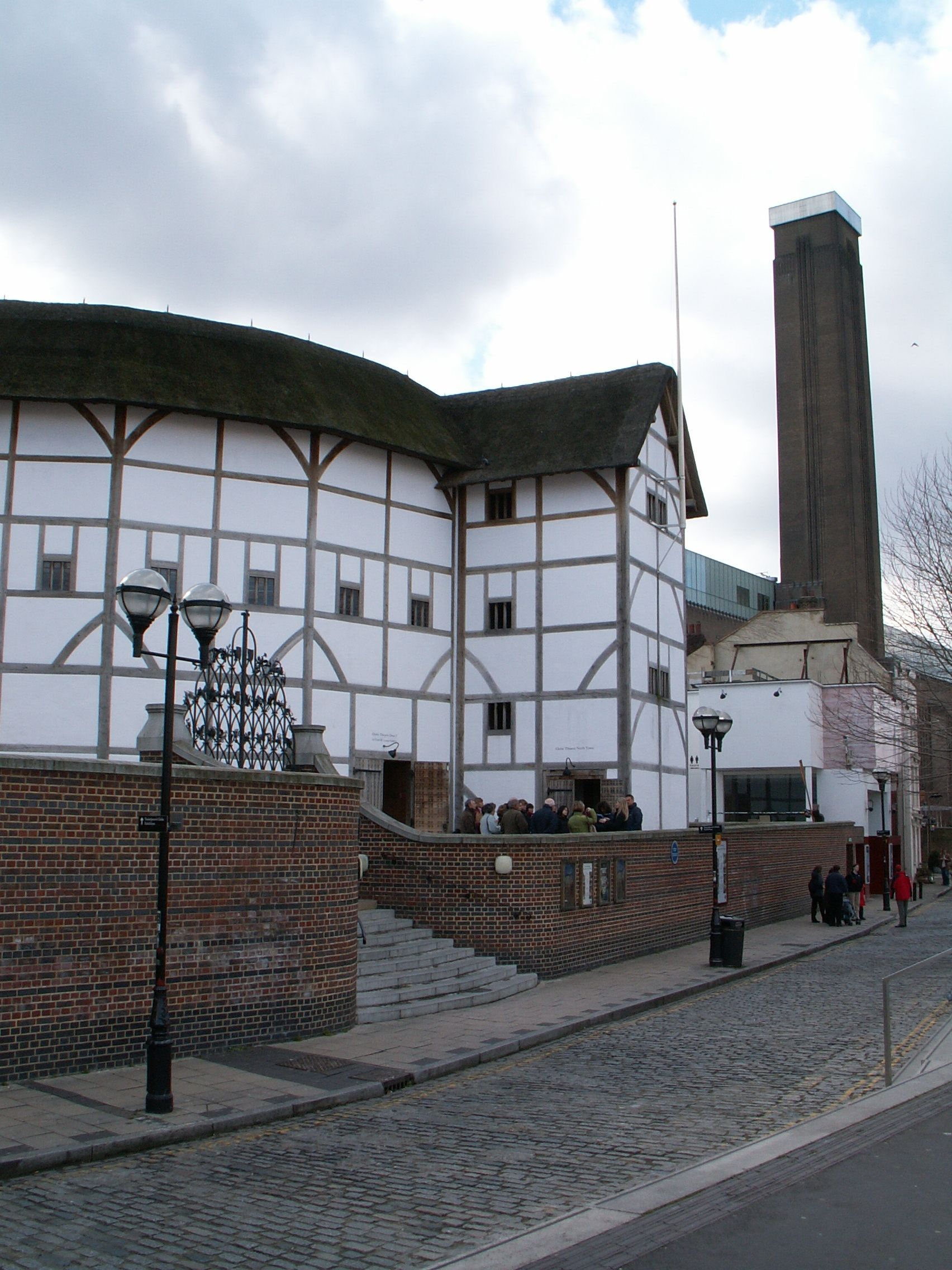
A színház modern rekonstrukciója

A mai rekonstruált Globe színház a Temze jobb oldalán, a London Bridge és a Tate Galéria között helyezkedik el, közel ahhoz a helyhez, ahol eredetileg az 1599-ben épült épület állt. Ez abból tudható, hogy rengeteg korabeli panorámás kép áll rendelkezésre, amelyek 1600 körül készültek. Ezeken a képeken tisztán kivehető a színház épülete. A színház újjáépítése egy Angliában politikai menekültként élő amerikai kommunista színész, rendező és producer, Sam Wanamaker nevéhez köthető, aki 1970-ben létrehozott egy Globe Playhouse Trust-ot, amelynek segítségével a színház újjáépítését finanszírozták. A Globe újkori rekonstrukciója, a Shakespeare's Globe 1997-ben nyílt meg a nagyközönség előtt, négy darab bemutatásával, amelyek közül kettő Shakespeare darab volt.

## A Globe felépítése
Sok vita folyik az Erzsébet korabeli színházak pontos szerkezetét, a színpad felépítését illetően. A színház általában kerek épület volt, toronnyal. Az előadás kezdetét trombitaszó jelezte. A Globe épülete egy 30 méter átmérőjű, felül nyitott faépítmény volt és mintegy 3000 nézőnek biztosított helyet. Míg alsó társadalmi rétegekhez tartozó nézők rendszerint állóhelyeket foglaltak el, a színpad közelében; a magasabb rangú nézőknek ülőhelyeket biztosítottak, amelyek fedett galériákban voltak a színház falai mentén. A galériák három szinten helyezkedtek el, ezeket nádtetővel fedték be, így a nézők védve voltak az esőtől.
Szerkezetét illetően az épület kétségtelenül poligon vagy kör alakú volt; valószínű, hogy kívül poligon, belül pedig kör. A bejárattal szemben egy kép volt, amelyen Hercules egy glóbuszt tart a vállán. A színház elnevezése feltételezhetően ebből ered. Az Erzsébet korabeli színházaknál egyébként gyakori volt, hogy ikonikus képeket használtak dekorációnak.
A Globe színpada észak felé nézett, azért hogy a nap ne károsítsa a színészek ruháit. A színpad szintén nádtetővel volt fedve, emiatt is égett le később a színház. Ez a VIII. Henrik című darab előadása során történt, amikor egy lövést adtak le darab közben, és ez lángra lobbantotta a tetőt. Méreteit tekintve a színpad kb. 43 láb széles, 27-28 láb mély volt, 5 láb magasságban a földtől. A színpadot három oldalról vette körül a nézőtér, a negyedik oldalon pedig egy helység ("tiring house") volt, ahol a színészek jelmezeket váltottak. A színházban nem használtak világítást, a természetes napfény szolgálta ezt a célt, tehát az előadásokat valószínűleg délután tartották. Díszlet gyakran nem volt a színpadon, bár néha festett szöveteket használtak díszítésként. A legfontosabbak a jelmezek voltak az előadások során; a királyokat, királynőket, római katonákat, szellemeket és bohócokat drága jelmezekbe öltöztették. Kellékeket használtak; az ágyakat, trónokat, sátrakat felülről engedték le, vagy a színpadon lévő csapóajtón keresztül vitték a színpadra .